# Blackmore River
Blackmore River är ett vattendrag i Australien. Det ligger i territoriet Northern Territory, omkring 13 kilometer söder om territoriets huvudstad Darwin.
Trakten runt Blackmore River består huvudsakligen av våtmarker. Runt Blackmore River är det mycket glesbefolkat, med 5 invånare per kvadratkilometer. Savannklimat råder i trakten. Genomsnittlig årsnederbörd är 1 845 millimeter. Den regnigaste månaden är januari, med i genomsnitt 505 mm nederbörd, och den torraste är augusti, med 1 mm nederbörd.